# Чемпионат мира по снукеру

Логотип чемпионата мира по снукеру

Чемпиона́т ми́ра по сну́керу (англ. World Snooker Championship, WSC) — главный профессиональный рейтинговый турнир по снукеру.
Начиная с сезона 1973/74 он включён в список рейтинговых соревнований. В настоящее время чемпионат проводится в Театре Крусибл (англ. Crucible Theatre) в Шеффилде, Англия. Этот турнир является самым важным по престижности, рейтинговым очкам и призовым деньгам, и проходит ежегодно в конце сезона.
Действующий чемпион мира — Чжао Синьтун.

## История

### Ранние годы
В снукер начали играть приблизительно в 1870-х годах, официально его правила были утверждены организацией бильярда Billiard Association & Control Club (позднее — Billiard Association & Control Council (BA & CC)) в 1919 году. Английский бильярд в то время был доминирующей разновидностью бильярдных игр, и поэтому идеи об организации региональных снукерных турниров появились только в начале 1920-х годов. Многие профессиональные игроки понимали потенциал игры и настаивали на проведении чемпионата мира. В конце концов, этим непосредственно занялся Билл Камкин, владелец сети бильярдных клубов в Бирмингеме. Вместе Билл и его друг Джо Дэвис разработали и предложили план проведения первенства BA & CC. Их предложение было принято.
Первый чемпионат мира был проведён с ноября 1926 по май 1927 года в Бирмингеме, Англия. В нём приняли участие 10 игроков. Первый матч был сыгран между Мельбурном Инмэном и Томом Ньюменом, а победителем всего первенства стал англичанин Джо Дэвис. Он же был одним из организаторов турнира. За победу Дэвис получил £ 6.10 (около трёхсот фунтов стерлингов по сегодняшним расценкам), а кубок чемпиона он купил за свои деньги. Высший брейк турнира сделал Альберт Коуп, 60 очков.

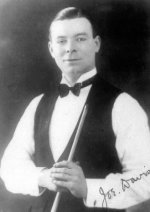
Первый чемпион мира по снукеру — Джо Дэвис

В последующие несколько лет чемпионат переносился в разные города, однако страна проведения оставалась одной и той же. Все розыгрыши, вплоть до 1940 года выигрывал Дэвис, кроме того, в 1936 году он сделал первый официально зарегистрированный сенчури-брейк. В 1940 году Джо в финале обыграл своего младшего брата Фред лишь со счетом 37:36.
В ряде случаев турнир в те времена проводился полностью или частично по системе «челленджа», то есть чемпион прошлого года автоматически выходил в финал следующего или играл меньшее количество матчей до финала по сравнению с соперниками.
С 1941 по 1945 год чемпионат не проводился из-за Второй мировой войны. Возобновился он лишь в 1946 году, и вновь победителем стал Джо Дэвис. Ему же принадлежал и высший брейк чемпионата в 136 очков, который он сделал в финальном матче против Хорэса Линдрума. За эту победу англичанин получил 1000 фунтов стерлингов. К тому моменту Дэвис стал уже 15-кратным чемпионом мира (все титулы были выиграны подряд), но после чемпионата 1946 года он прекратил участие в турнире. После ухода старшего брата Фред Дэвис был готов продолжить семейную традицию, однако, его первая попытка завоевать титул оказалась неудачной. В финальном матче его остановил шотландец Уолтер Дональдсон. Тем не менее, последующие 10 лет на чемпионате доминировал именно Дэвис-младший: с 1948 по 1957 года он выиграл восемь титулов, в то время как его главный соперник Дональдсон — всего один.

### Упадок
В 1952 году в проведении всемирных чемпионатов по снукеру начался кризис. Начало ему положили большие разногласия между игроками и управленческой организацией, BA & CC. В результате было проведено два чемпионата: организованный ВА & CC и организованный самими игроками-профессионалами. В первом приняли участие всего два снукериста, и победителем стал австралиец Хорэс Линдрум; во втором сыграли все остальные профессионалы, и там чемпионом был Фред Дэвис. World Matchplay (так официально назывался тот турнир) и стали считать «настоящим» первенством мира. Однако долго он не продержался и в 1958 году перестал проводиться из-за непопулярности и катастрофической нехватки денег. Последним чемпионом World Matchplay стал англичанин Джон Палмен, который выиграл свой титул в 1957.

### 1960-е и 1970-е годы

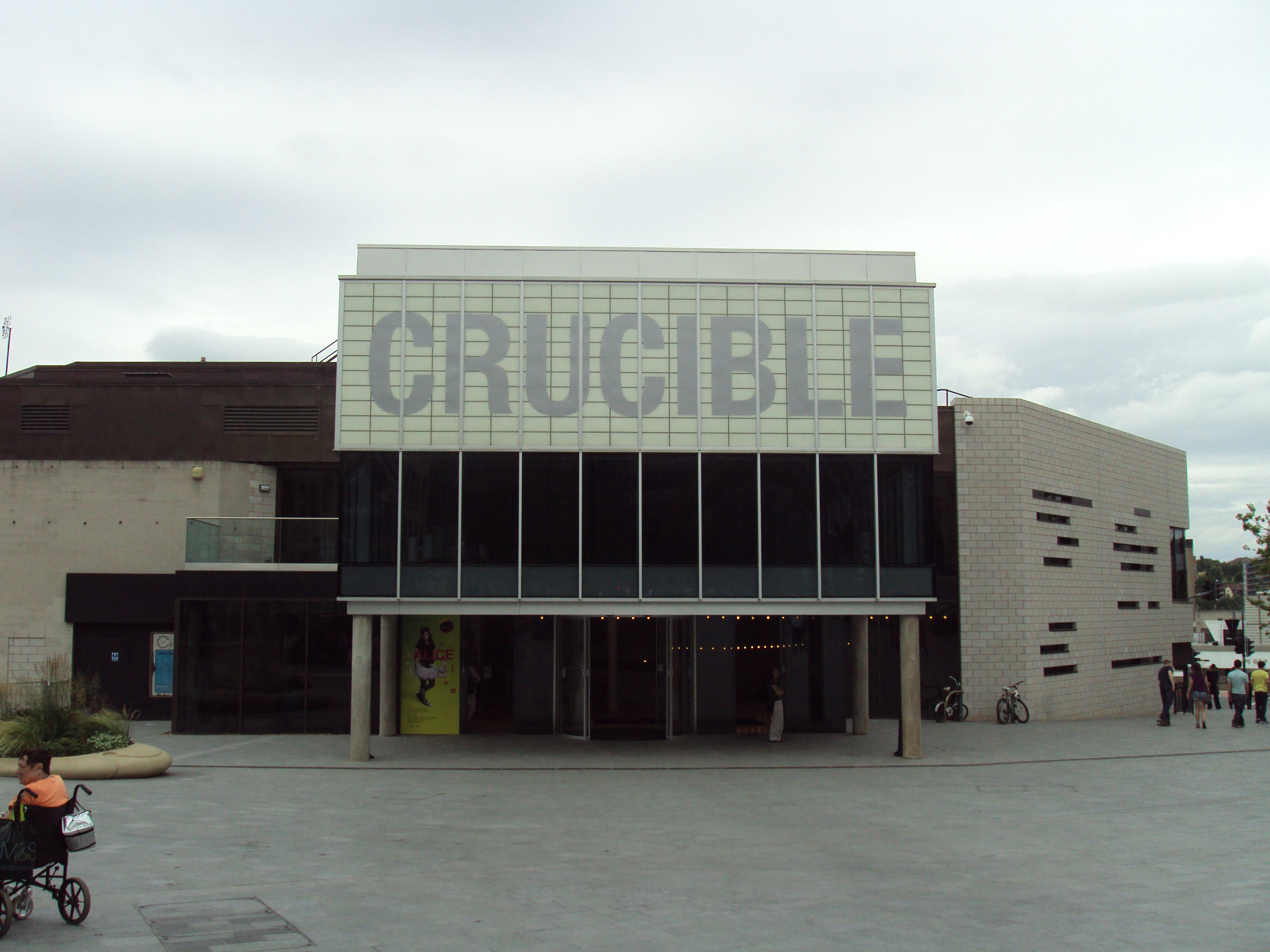
Театр Крусибл — место проведения чемпионата мира.

В 1964 году турнир возродился в формате челленджа, во многом благодаря стараниям Рекса Уильямса, который достиг соглашения с BA & СС годом ранее. Но чемпионаты проводились нерегулярно, иногда — несколько раз в год, благодаря чему Палмен выиграл за четыре года семь челленджей.
В 1969 году формат чемпионата мира изменился, и была принята система игры на выбывание. Первым победителем стал Джон Спенсер, однако следующее десятилетие на чемпионате правил другой игрок, валлиец Рэй Риардон, выигравший с 1970 по 1978 шесть титулов.
В 1974 году чемпионат был включён в список рейтинговых соревнований, из-за чего возрос его престиж. А в 1976 на первенство пришёл первый крупный спонсор, сигаретный бренд Embassy, оставшийся с турниром почти на тридцать лет. Через год чемпионат нашёл и новый дом, Театр Крусибл в Шеффилде, а канал Би-би-си начал трансляции игр. Именно 1977 и можно считать годом рождения современного снукера.

### Современная снукерная эра
С начала 1980-х годов было решено допускать к участию в турнире 32 игрока. Примерно тогда же, в 1980 было утверждено и окончательное количество фреймов финала: до 18 выигранных фреймов одним из игроков.
С 1997 года также было введено небольшое изменение в формат: полуфиналы стали играть не до 16, а до 17 выигранных фреймов.
В 1980 году первенство мира впервые выиграл неевропеец (канадец Клифф Торбурн). А через год титул получил новый игрок — Стив Дэвис (не родственник Джо и Фреду Дэвисам). Он стал абсолютным лидером, выиграв в 1980-х шесть высших титулов из восьми сыгранных им финалов. Не без участия Стива прошёл и финал ЧМ-1985, самый знаменитый из всех, когда-либо сыгранных в истории Крусибла. Тогда Деннис Тейлор выиграл у англичанина 18:17, вырвав победу на последнем шаре. Этот 35-фреймовый поединок, закончившийся в 00-19 в понедельник, долгое время держал рекорд продолжительности снукерного матча (890 минут чистого времени).

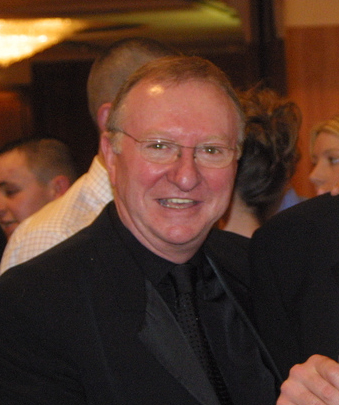
Деннис Тейлор, 2004 год

Дэвис мог доминировать в чемпионатах и дальше, однако, в конце 1980-х в мэйн-туре (своеобразной высшей лиге снукера) появился ещё более одарённый игрок — Стивен Хендри. В те времена многие эксперты стали называть Хендри преемником Дэвиса, поскольку как один, так и другой уже в начале своей карьеры становились практически непобедимыми на всех соревнованиях. Но в итоге шотландец оставил позади Стива по всем показателям, и прежде всего по главному — количеству выигранных чемпионатов мира. 90-е годы принадлежали именно Стивену Хендри. Свой первый титул он взял в рекордные 21 год и 106 дней, а последний, седьмой по счёту, завоевал в 1999. Стивен Хендри по праву считается самым успешным игроком в истории турнира: несмотря на то, что по количеству выигранных чемпионатов мира он занимает лишь четвёртое место, его победы пришлись на время, когда снукер был уже довольно развитым видом спорта с высокой игровой конкуренцией.
Однако, в самом начале XXI века полностью раскрылся потенциал нового поколения снукера, к которому относились прежде всего Ронни О’Салливан (Англия), Джон Хиггинс (Шотландия) и Марк Уильямс (Уэльс). Именно эти три снукериста завоёвывали главный трофей чемпионата четырнадцать раз на троих: в 1998, 2000—2001, 2003—2004, 2007—2009, 2011—2013, 2018, 2020 и 2022 годах. Из них семь титулов завоевал О’Салливан, четыре Хиггинс и три Уильямс. Именно О’Салливан и Хиггинс стали полноправными преемниками Стивена Хендри и Стива Дэвиса, выиграв вдвоем 11 мировых титулов а также сыграв один из финалов между собой (в 2001 году победил Ронни 18:14). И если Хендри оставался величайшим игроком своего времени, а также невиданным для прошлых лет мастером, Хиггинс и О’Салливан открыли новую эру снукера, в которой конкуренция была уже во много раз выше нежели в 1990-е годы. С какого-то момента вопрос о возможности защиты мирового титула хоть каким-то игроком уже перестал стоять на повестке дня, а в период с 2007 по 2011 год чемпионы мира даже не могли дойти до четвертьфинала следующего ЧМ. Лишь в 2013 году получив не самую тяжелую сетку турнира (в противовес предыдущей) и показав очень сильную игру Ронни О’Салливан сумел защитить свой мировой титул.
В связи с изменениями в законодательстве Великобритании, связанными с ограничениями рекламы табачных изделий, компаниям-производителям было запрещено спонсировать спортивные состязания на территории Соединённого Королевства. Но Embassy получили специальное разрешение на продолжение спонсорства чемпионата мира до 2005 года. Последним чемпионом «Embassy Snooker World Championship» стал англичанин Шон Мёрфи, выигравший у Мэттью Стивенса, 18:16. Победа Мёрфи запомнилась не столько, как последняя под спонсорством Embassy, сколько тем, что сам победитель завоевал титул, выйдя из квалификационных раундов. Это был всего второй случай за историю чемпионата в Крусибле после победы Терри Гриффитса в 1979 году.
Во время проведения турнира 2005 года председателем WPBSA было объявлено, что чемпионат будет проводиться в Театре Крусибл как минимум ещё пять лет, а его новым спонсором вскоре стала крупнейшая сеть онлайновых казино — 888.com — с ней в январе 2006 был подписан 5-летний контракт. С приходом 888.com были связаны многие изменения в стиле оформления первенства, например, традиционно красный цвет арены Крусибла изменили на зелёный, а игрокам, как уже было написано выше, было запрещено курить и пить алкоголь в зале.

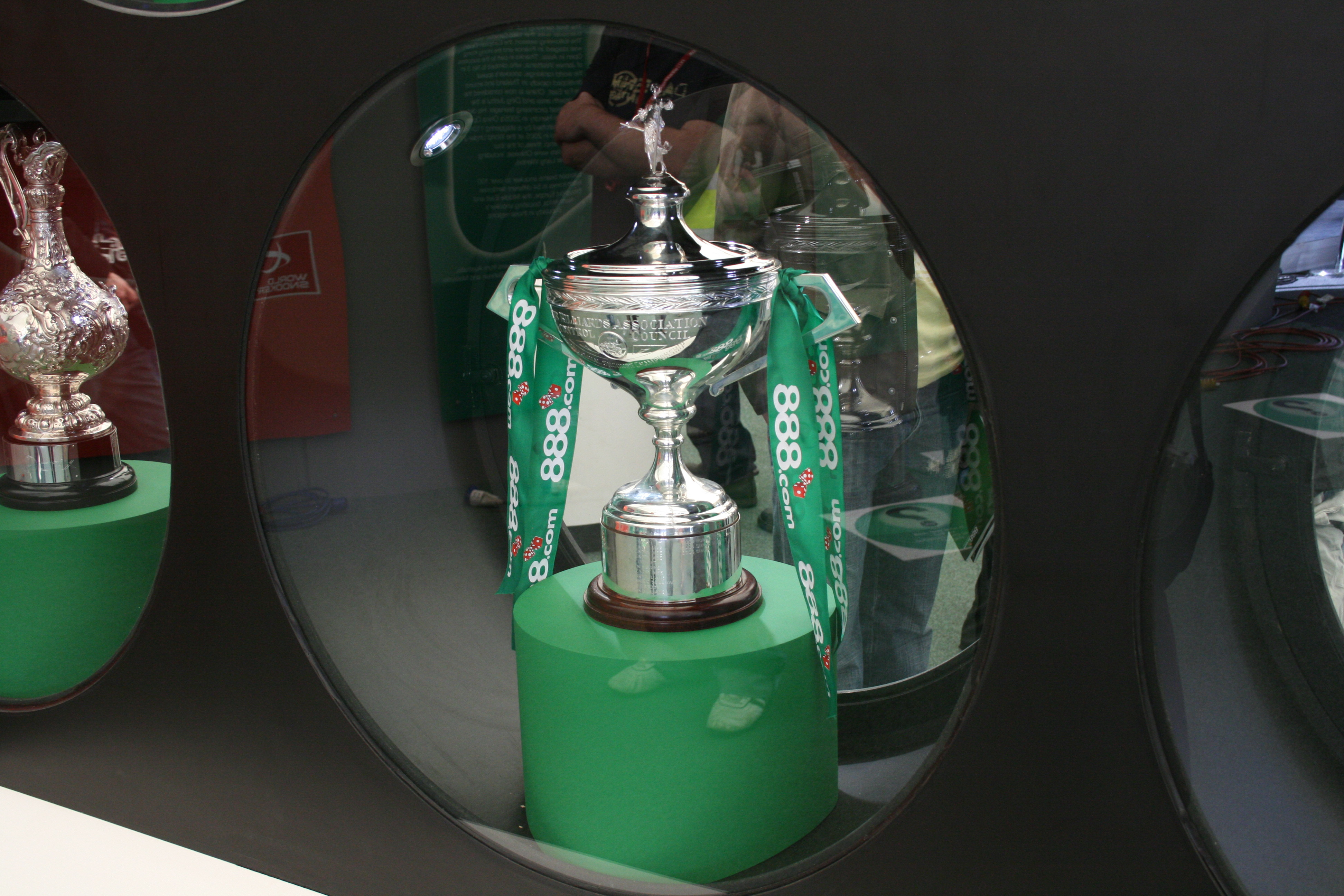
Кубок чемпионата мира

Первым победителем турнира при новом спонсоре стал 28-летний шотландец Грэм Дотт, обыгравший в драматичном финале англичанина Питера Эбдона, 18:14. Интересно, что сам Дотт, хотя и входил в число 16 сильнейших снукеристов, по мнению букмекеров являлся наименее вероятным чемпионом. Но его победе явно поспособствовало как эмоциональное истощение соперника в полуфинале, так и его собственный, «защитный» стиль игры. В итоге Грэм Дотт получил £ 200 000 и трофей чемпионата в обновлённом дизайне.
На чемпионате мира 2007 года был совершён юбилейный, 1000-й сенчури-брейк в истории Крусибла. Автором этого достижения стал Джон Хиггинс, он же стал впоследствии чемпионом. А предыдущий победитель, Дотт, проиграл уже в первом круге не очень сильному сопернику — Иану Маккалоху — 7:10. Но защитить титул на следующий год не удалось и Хиггинсу: на первенстве 2008 года он проиграл во втором раунде. На сей раз чемпионом стал Ронни О’Салливан, победивший в финале Алистера Картера, 18:8.
В турнирах последних лет Нил Робертсон сумел вклиниться между тремя титулами О’Салливана и тремя титулами Хиггинса в 2010 году, а также играл до этого в полуфинале. Отметился на Чемпионате мира 2007 года Марк Селби дойдя до финала, не будучи при этом ещё членом топ-16. В 2011 году в финал вышел 21-летний игрок Джадд Трамп. Однако ни терпения Селби, ни таланта Трампа не хватило для того чтобы выиграть чемпионат — оба раза чемпионом становился Джон Хиггинс.
В 2012 году Али Картеру удалось выйти во второй финал в карьере, где он снова был повержен О’Салливаном. Год спустя в 2013 в финал вышел одаренный, хотя уже и не очень молодой Барри Хокинс, никогда до этого особо не блиставший. На своем пути он победил молодого Джека Лисовски, Марка Селби, Дина Цзюньхуэй и очень сильного Рикки Уолдена. В финале же не смог ничего противопоставить О’Салливану и проиграл 12:18. Впрочем, Хокинс стал вторым игроком в истории снукера, который сумел выиграть в финале у Ронни 12 фреймов (после Хиггинса), а также единственным игроком на Чемпионате 2013 года, который сумел хотя бы на некоторое время в матче с Ронни выйти в счёте вперёд (3:2).
Чемпионат мира 2014 завершился победой Марка Селби, обыгравшего в финале действующего (на тот момент) чемпиона мира Ронни О’Салливана. Первая сессия прошла в стиле О’Салливана и завершилась со счетом 5-3 в пользу Ронни. Во второй сессии Селби наверстал упущенное. В третьей сессии, выиграв семь фреймов подряд, Селби вышел вперед. Завершился финал со счётом в 18-14. В финале 2016 года Марк с таким же счётом обыграл Дина Цзюньхуэя.

На чемпионате мира 2017 года Марк Селби стал победителем в третий раз, в финале выиграв у ветерана Джона Хиггинса. Проигрывая после первых двух сессий со счетом 7-10, в третьей Селби совершил впечатляющий рывок, выиграв 6 фреймов из 7-и, в результате довел преимущество до победы в матче со счетом 18-15.
После чемпионата мира 2008 главный спонсор, 888.com, так и не выполнив свои обязательства по контракту, в связи с кризисом, прекратил его спонсировать. В 2009 букмекерская компания Betfred.com стала главным спонсором чемпионата мира на следующие четыре года. Таким образом, главный из снукерных турниров изменил официальное название на «Betfred.com World Snooker Championship». А место проведения чемпионата, по заявлению бывшего главы WPBSA сэра Родни Уокера, скорее всего, останется прежним до 2015 года — Театр Крусибл в Шеффилде. По окончании контракте с фирмой Betfred спонсором стала компания Betfair с 2013 года.
За последнее время заметно выросло качество игры (как в снукере в целом, так и на чемпионате мира в частности) — для сравнения, на турнире 1983 года набралось всего 18 сотенных серий, а на чемпионате 2009 года — 83. Показатель ЧМ-2022 является рекордным на данный момент — 109 сотенных серий.
В 2023 году первым чемпионом мира из континентальной Европы стал бельгиец Люка Бресель. В 2025 году впервые чемпионом стал снукерист из Азии — китаец Чжао Синьтун.

## География чемпионата и его участников
За почти 100 лет (с небольшими перерывами) своей истории чемпионат мира побывал в 13 городах и в 3 странах мира (Великобритания (Англия), ЮАР, Австралия). Среди наиболее успешных игроков как раньше, так и сейчас доминируют британцы, однако в последнее время стали появляться участники из традиционно «неснукерных» стран. С начала 1990-х в финальной стадии турнира играли представители Англии, Шотландии, Уэльса, Северной Ирландии, Ирландии, Китая, Австралии, Новой Зеландии, ЮАР, Канады, Нидерландов, Исландии, Норвегии, Финляндии, Таиланда, Пакистана, Мальты и Бельгии.
В 2016 году Дин Цзюньхуэй стал первым в истории снукеристом из Азии, вышедшим в финал чемпионата мира. Спустя 9 лет Чжао Синьтун стал первым чемпионом мира из Азии.
В последнее время периодически появляется информация о том, что чемпионат мира может быть перенесён в Китай, но не ранее, чем закончится действующий контракт с шеффилдским Крусиблом. Желание перенести турнир в Китай связано с высокой популярностью снукера в этой стране, а также с возможностью привлечения новых крупных спонсоров.

## Сроки
Чемпионат мира за всю историю проведения только несколько раз игрался на протяжении более одного года. Вообще же сроки проведения этого турнира установлены уже довольно давно — это примерно середина апреля — начало мая. К примеру, ЧМ-2008 проводился ежедневно с 19 апреля по 5 мая.

### Квалификационные матчи
Долгое время (до 2010 года) квалификация игроков мэйн-тура в основную часть турнира обычно проводилась в два этапа. Первый играли снукеристы, занимающие наиболее низкие позиции в официальном рейтинге. Проводился первый этап обычно зимой, в начале-середине января. Второй этап квалификации проводился весной, за два-три месяца до начала чемпионата. В 2010 году два этапа квалификации было решено сблизить в календарных сроках и провести, с небольшими перерывами, в промежуток с 26 февраля по 9 марта. Начиная же с 2011 года все раунды квалификации поставили проводиться ежедневно, один за другим, с единственным однодневным перерывом, ушедшим на восстановление игровых столов.
Последнее время также проводится так называемая предварительная квалификация, или квалификация для игроков, входящих в состав WPBSA, но не играющих в мэйн-туре. Она, в зависимости от количества участников, может состоять из нескольких этапов, и даёт возможность бывшим профессионалам (или другим игрокам-членам WPBSA, не играющим в туре) попасть в основную квалификацию и бороться далее за попадание в финальную стадию. Ранее, когда в мэйн-туре играло значительно больше снукеристов, вместо этого проводилась предварительная квалификация для обычных игроков-любителей.

## Рейтинговые очки
Рейтинговые очки на чемпионате мира всегда были и остаются самыми ценными среди всех снукерных турниров. Хотя до 2005 года победители первенства получали 8000 баллов, этого им хватало, чтобы резко поправить или укрепить положение в мировом рейтинге, так как очки на большинстве остальных соревнованиях были вдвое меньше. Нередко именно победа на чемпионате приносила снукеристам с недостаточно высоким рейтингом первое место по итогам сезона. К примеру, в 1990 году Стивен Хендри стал первым именно благодаря победе на первенстве, хотя до этого он сильно отставал от Стива Дэвиса.
Очки распределяются между игроками в разной степени в зависимости от их положения в официальном рейтинге и турнирным результатом. Например, игроки с более низким рейтингом (вне Топ-16, то есть прошедшие квалификацию) за проигрыш в раунде 32 сильнейших (1/16 финала) получают больше очков, нежели участники Топ-16 при том же результате.

### Рейтинговые очки на 2012 год
- Победитель: 10000 очков
- Финалист: 8000
- Полуфиналисты: 6400
- Четвертьфиналисты: 5000
- 1/8 финала: 3800
- 1/16 финала: 1400/2800 (для «сеяных»/для квалифицировавшихся)
- 5-й раунд основной квалификации: 1150/2300
- 4-й раунд основной квалификации: 900/1800
- 3-й раунд основной квалификации: 650/1300
- 2-й раунд основной квалификации: 400/800

Игрокам, проигравшим в 1-м раунде основной квалификации и игрокам, не являющимся участниками мэйн-тура, очки не начисляются.

## Призовые деньги
Призовые на чемпионате мира по снукеру появились с первого же года его проведения и составили 6 фунтов и 10 шиллингов. К 1946 году призовые увеличились до 1000 фунтов за победу и финал, и хотя в переводе на нынешный курс эта сумма увеличивается в несколько раз, денег всё это время было явно недостаточно. Ситуация изменилась в лучшую сторону в начале 1970-х гг., когда снукерные турниры начали показывать по телевидению, а игрой заинтересовались известные спонсоры (в основном рекламирующие сигареты и алкогольные напитки).
Хотя чемпионат мира стал спонсироваться ещё в 1969 году, материальная поддержка турнира сильно не возросла, зато сами спонсоры менялись за последующие 10 лет трижды. Судьбоносным для турнира стал приход в 1976 году сигаретного бренда Embassy, который и начал активно увеличивать призовой фонд. На первом чемпионате мира при спонсировании Embassy призовые составили в общем £ 15 300; чемпион же гарантировал себе 6000 фунтов стерлингов. Но уже к 1995 году фонд был установлен в размере 578 250, а в чемпионате 2003 года, рекордном по призовым деньгам, только победитель получил £ 270 тысяч. Общий же фонд того первенства составил 1 378 920 фунтов. Кроме того, с начала 1990-х игроки, сделавшие максимальный брейк, также получали солидное вознаграждение в размере от 157 000 до 167 000 фунтов стерлингов (147 000 за сам максимум и ещё до 20 000 как за высший брейк турнира); в 2011 году этот бонус был отменён, а с 2012 года введена система «переходящего джекпота».

### Призовые на 2012 год
- Общий призовой фонд турнира £ 1 111 000 + призы за максимальный брейк
- Победитель: £ 250 000
- Финалист: £ 125 000
- Полуфиналисты: £ 52 000
- Четвертьфиналисты: £ 24 050
- 1/8 финала: £ 16 000
- 1/16 финала: £ 12 000
- 1/32 финала: £ 8 200
- 1/48 финала: £ 4 600
- Приз за высший брейк в основной сетке: £ 10 000
- Приз за высший брейк в квалификации: £ 1 000

## Формат
Формат чемпионата мира на ранних стадиях его развития (1920—1960 гг.) был неустойчивым и менялся практически каждый раз. В основном снукеристы играли долгие, иногда многодневные матчи. Пик таких «марафонских» розыгрышей пришёлся на 1950-е, когда финалы игрались как минимум до 50 выигранных фреймов. 1952 год стал рекордным по этому показателю — тогда Хорэс Линдрум и Кларк Макконэки разыграли матч из 143 фреймов. Победу в том финале со счётом 94:49 одержал Линдрум (для сравнения — сейчас финалы чемпионата играются до 18 выигранных фреймов).
Однако в 1970-х годах WPBSA (новая организация управления снукером) была вынуждена сократить количество фреймов для победы. Это произошло по простой причине: снукерные матчи стали транслироваться по телевидению, а время трансляции было ограничено. Так, с 1980 года максимально возможное количество финальных партий сократилось до 35. Кстати, примерно тогда же, благодаря приходу новых игроков-профессионалов, расширилась турнирная сетка: теперь матчи основной части чемпионата начинались с 1/16 финала. Остальные же матчи игрались по хорошо отработанной системе, которая за без малого 30 лет претерпела минимальные изменения: 1/16 финала — матчи до 10 выигранных фреймов, 1/8 и 1/4 финала — до 13 и полуфиналы — до 17 (до 1997 года до 16).

### Посев игроков
По традиции первый матч каждого нового чемпионата мира открывает действующий победитель. Соответственно, при посеве на турнир он получает первый номер вне зависимости от того, какое место он занимает в официальном или предварительном рейтинге. Второй номер обычно отдаётся игроку, занимающему первое место в официальном рейтинге (если же действующий чемпион занимает первое место, то под вторым номером сеется номер 2 в рейтинге). Распределение посева среди остальных 14 снукеристов из Топ-16 также производится в соответствии с официальным рейтингом. К примеру, на турнире 2010 года первый номер посева получил победитель чемпионата 2009 года (то есть, предыдущий чемпион) Джон Хиггинс (хотя он на то время был только 4-м номером рейтинга). Вторым стал занимавший 1-й на тот момент номер в рейтинге Ронни О’Салливан. Третий номер посева достался Стивену Магуайру (2-му номеру рейтинга).
Распределение «несеяных» (квалифицировавшихся) игроков на первый раунд финальной стадии (1/16 финала) производится случайной жеребьёвкой, и их официальный рейтинг при этом не играет никакой роли. К примеру, в 1/16-й того же турнира 2010 года Хиггинс, будучи посеянным первым, сыграл с 17-м номером рейтинга, а 2-й номер посева (О’Салливан) — с 27-м номером.

### Формат чемпионата мира на 2012 год
- Предварительная квалификация: матчи до 5 выигранных фреймов
- 1-й круг основной квалификации — 1/16 финала: матчи до 10 выигранных фреймов
- 1/8 финала — до 13
- 1/4 финала — до 13
- 1/2 финала — до 17
- Финал — до 18

## Победители с 1927 года

### По чемпионатам
| Год                                          | Место проведения | Победитель        | Финалист          | Финальный счёт       | Сезон   | Спонсор        |
| -------------------------------------------- | ---------------- | ----------------- | ----------------- | -------------------- | ------- | -------------- |
| 1927                                         | Бирмингем        | Джо Дэвис         | Том Деннис        | 20:11                | —       | —              |
| 1928                                         | Бирмингем        | Джо Дэвис         | Фред Лоуренс      | 16:13                | —       | —              |
| 1929                                         | Ноттингем        | Джо Дэвис         | Том Деннис        | 19:14                | —       | —              |
| 1930                                         | Лондон           | Джо Дэвис         | Том Деннис        | 25:12                | —       | —              |
| 1931                                         | Ноттингем        | Джо Дэвис         | Том Деннис        | 25:21                | —       | —              |
| 1932                                         | Лондон           | Джо Дэвис         | Кларк Макконэки   | 30:19                | —       | —              |
| 1933                                         | Честерфилд       | Джо Дэвис         | Вилли Смит        | 25:18                | —       | —              |
| 1934                                         | Ноттингем        | Джо Дэвис         | Том Ньюмен        | 25:23                | —       | —              |
| 1935                                         | Лондон           | Джо Дэвис         | Вилли Смит        | 25:20                | —       | —              |
| 1936                                         | Лондон           | Джо Дэвис         | Хорэс Линдрум     | 34:27                | —       | —              |
| 1937                                         | Лондон           | Джо Дэвис         | Хорэс Линдрум     | 32:29                | —       | —              |
| 1938                                         | Лондон           | Джо Дэвис         | Сидней Смит       | 37:24                | —       | —              |
| 1939                                         | Лондон           | Джо Дэвис         | Сидней Смит       | 43:30                | —       | —              |
| 1940                                         | Лондон           | Джо Дэвис         | Фред Дэвис        | 37:36                | —       | —              |
| 1941—1945 из-за войны турниры не проводились |                  |                   |                   |                      |         |                |
| 1946                                         | Лондон           | Джо Дэвис         | Хорэс Линдрум     | 78:67                | —       | —              |
| 1947                                         | Лондон           | Уолтер Дональдсон | Фред Дэвис        | 82:63                | —       | —              |
| 1948                                         | Лондон           | Фред Дэвис        | Уолтер Дональдсон | 84:61                | —       | —              |
| 1949                                         | Лондон           | Фред Дэвис        | Уолтер Дональдсон | 80:65                | —       | —              |
| 1950                                         | Блэкпул          | Уолтер Дональдсон | Фред Дэвис        | 51:46                | —       | —              |
| 1951                                         | Лондон           | Фред Дэвис        | Уолтер Дональдсон | 58:39                | —       | —              |
| Бильярдная Ассоциация и Совет Клуба Контроля |                  |                   |                   |                      |         |                |
| 1952                                         | Манчестер        | Хорэс Линдрум     | Кларк Макконэки   | 94:49                | —       | —              |
| Всемирный турнир профессионалов              |                  |                   |                   |                      |         |                |
| 1952                                         | Блэкпул          | Фред Дэвис        | Уолтер Дональдсон | 38:35                | —       | —              |
| 1953                                         | Лондон           | Фред Дэвис        | Уолтер Дональдсон | 37:34                | —       | —              |
| 1954                                         | Манчестер        | Фред Дэвис        | Уолтер Дональдсон | 39:21                | —       | —              |
| 1955                                         | Блэкпул          | Фред Дэвис        | Джон Палмен       | 37:34                | —       | —              |
| 1956                                         | Блэкпул          | Фред Дэвис        | Джон Палмен       | 38:35                | —       | —              |
| 1957                                         | Джерси           | Джон Палмен       | Джейки Ри         | 39:34                | —       | —              |
| в 1958—1963 чемпионаты не проводились        |                  |                   |                   |                      |         |                |
| Челлендж-матчи                               |                  |                   |                   |                      |         |                |
| 1964                                         | Лондон           | Джон Палмен       | Фред Дэвис        | 19:16                | —       | —              |
| 1964                                         | Лондон           | Джон Палмен       | Рекс Уильямс      | 40:33                | —       | —              |
| 1965                                         | Лондон           | Джон Палмен       | Фред Дэвис        | 37:36                | —       | —              |
| 1965                                         | ЮАР              | Джон Палмен       | Рекс Уильямс      | 25:22                | —       | —              |
| 1965                                         | ЮАР              | Джон Палмен       | Фред ван Ренсбург | 39:12                | —       | —              |
| 1966                                         | Ливерпуль        | Джон Палмен       | Фред Дэвис        | 5:2 (счёт по матчам) | —       | —              |
| 1968                                         | Болтон           | Джон Палмен       | Эдди Чарльтон     | 39:34                | —       | —              |
| Матчи на выбывание                           |                  |                   |                   |                      |         |                |
| 1969                                         | Лондон           | Джон Спенсер      | Гарри Оуэн        | 37:24                | —       | Player’s No. 6 |
| 1970                                         | Лондон           | Рэй Риардон       | Джон Палмен       | 37:33                | —       | Player’s No. 6 |
| 1971                                         | Сидней           | Джон Спенсер      | Уоррен Симпсон    | 37:29                | —       | —              |
| 1972                                         | Бирмингем        | Алекс Хиггинс     | Джон Спенсер      | 37:32                | —       | Park Drive     |
| 1973                                         | Манчестер        | Рэй Риардон       | Эдди Чарльтон     | 38:32                | —       | Park Drive     |
| 1974                                         | Манчестер        | Рэй Риардон       | Грэм Майлс        | 22:12                | 1973/74 | Park Drive     |
| 1975                                         | Мельбурн         | Рэй Риардон       | Эдди Чарльтон     | 31:30                | 1974/75 | —              |
| 1976                                         | Манчестер        | Рэй Риардон       | Алекс Хиггинс     | 27:16                | 1975/76 | Embassy        |
| Крусибл                                      |                  |                   |                   |                      |         |                |
| 1977                                         | Шеффилд          | Джон Спенсер      | Клифф Торбурн     | 25:21                | 1976/77 | Embassy        |
| 1978                                         | Шеффилд          | Рэй Риардон       | Перри Манс        | 25:18                | 1977/78 | Embassy        |
| 1979                                         | Шеффилд          | Терри Гриффитс    | Деннис Тейлор     | 24:16                | 1978/79 | Embassy        |
| 1980                                         | Шеффилд          | Клифф Торбурн     | Алекс Хиггинс     | 18:16                | 1979/80 | Embassy        |
| 1981                                         | Шеффилд          | Стив Дэвис        | Дуг Маунтджой     | 18:12                | 1980/81 | Embassy        |
| 1982                                         | Шеффилд          | Алекс Хиггинс     | Рэй Риардон       | 18:15                | 1981/82 | Embassy        |
| 1983                                         | Шеффилд          | Стив Дэвис        | Клифф Торбурн     | 18:6                 | 1982/83 | Embassy        |
| 1984                                         | Шеффилд          | Стив Дэвис        | Джимми Уайт       | 18:16                | 1983/84 | Embassy        |
| 1985                                         | Шеффилд          | Деннис Тейлор     | Стив Дэвис        | 18:17                | 1984/85 | Embassy        |
| 1986                                         | Шеффилд          | Джо Джонсон       | Стив Дэвис        | 18:12                | 1985/86 | Embassy        |
| 1987                                         | Шеффилд          | Стив Дэвис        | Джо Джонсон       | 18:14                | 1986/87 | Embassy        |
| 1988                                         | Шеффилд          | Стив Дэвис        | Терри Гриффитс    | 18:11                | 1987/88 | Embassy        |
| 1989                                         | Шеффилд          | Стив Дэвис        | Джон Пэррот       | 18:3                 | 1988/89 | Embassy        |
| 1990                                         | Шеффилд          | Стивен Хендри     | Джимми Уайт       | 18:12                | 1989/90 | Embassy        |
| 1991                                         | Шеффилд          | Джон Пэррот       | Джимми Уайт       | 18:11                | 1990/91 | Embassy        |
| 1992                                         | Шеффилд          | Стивен Хендри     | Джимми Уайт       | 18:14                | 1991/92 | Embassy        |
| 1993                                         | Шеффилд          | Стивен Хендри     | Джимми Уайт       | 18:5                 | 1992/93 | Embassy        |
| 1994                                         | Шеффилд          | Стивен Хендри     | Джимми Уайт       | 18:17                | 1993/94 | Embassy        |
| 1995                                         | Шеффилд          | Стивен Хендри     | Найджел Бонд      | 18:9                 | 1994/95 | Embassy        |
| 1996                                         | Шеффилд          | Стивен Хендри     | Питер Эбдон       | 18:12                | 1995/96 | Embassy        |
| 1997                                         | Шеффилд          | Кен Доэрти        | Стивен Хендри     | 18:12                | 1996/97 | Embassy        |
| 1998                                         | Шеффилд          | Джон Хиггинс      | Кен Доэрти        | 18:12                | 1997/98 | Embassy        |
| 1999                                         | Шеффилд          | Стивен Хендри     | Марк Уильямс      | 18:11                | 1998/99 | Embassy        |
| 2000                                         | Шеффилд          | Марк Уильямс      | Мэттью Стивенс    | 18:16                | 1999/00 | Embassy        |
| 2001                                         | Шеффилд          | Ронни О’Салливан  | Джон Хиггинс      | 18:14                | 2000/01 | Embassy        |
| 2002                                         | Шеффилд          | Питер Эбдон       | Стивен Хендри     | 18:17                | 2001/02 | Embassy        |
| 2003                                         | Шеффилд          | Марк Уильямс      | Кен Доэрти        | 18:16                | 2002/03 | Embassy        |
| 2004                                         | Шеффилд          | Ронни О’Салливан  | Грэм Дотт         | 18:8                 | 2003/04 | Embassy        |
| 2005                                         | Шеффилд          | Шон Мёрфи         | Мэттью Стивенс    | 18:16                | 2004/05 | Embassy        |
| 2006                                         | Шеффилд          | Грэм Дотт         | Питер Эбдон       | 18:14                | 2005/06 | 888.com        |
| 2007                                         | Шеффилд          | Джон Хиггинс      | Марк Селби        | 18:13                | 2006/07 | 888.com        |
| 2008                                         | Шеффилд          | Ронни О’Салливан  | Алистер Картер    | 18:8                 | 2007/08 | 888.com        |
| 2009                                         | Шеффилд          | Джон Хиггинс      | Шон Мёрфи         | 18:9                 | 2008/09 | Betfred.com    |
| 2010                                         | Шеффилд          | Нил Робертсон     | Грэм Дотт         | 18:13                | 2009/10 | Betfred.com    |
| 2011                                         | Шеффилд          | Джон Хиггинс      | Джадд Трамп       | 18:15                | 2010/11 | Betfred.com    |
| 2012                                         | Шеффилд          | Ронни О’Салливан  | Алистер Картер    | 18:11                | 2011/12 | Betfred.com    |
| 2013                                         | Шеффилд          | Ронни О’Салливан  | Барри Хокинс      | 18:12                | 2012/13 | Betfair.com    |
| 2014                                         | Шеффилд          | Марк Селби        | Ронни О’Салливан  | 18:14                | 2013/14 | Dafabet.com    |
| 2015                                         | Шеффилд          | Стюарт Бинэм      | Шон Мёрфи         | 18:15                | 2014/15 | Betfred.com    |
| 2016                                         | Шеффилд          | Марк Селби        | Дин Цзюньхуэй     | 18:14                | 2015/16 | Betfred.com    |
| 2017                                         | Шеффилд          | Марк Селби        | Джон Хиггинс      | 18:15                | 2016/17 | Betfred.com    |
| 2018                                         | Шеффилд          | Марк Уильямс      | Джон Хиггинс      | 18:16                | 2017/18 | Betfred.com    |
| 2019                                         | Шеффилд          | Джадд Трамп       | Джон Хиггинс      | 18:9                 | 2018/19 | Betfred.com    |
| 2020                                         | Шеффилд          | Ронни О’Салливан  | Кайрен Уилсон     | 18:8                 | 2019/20 | Betfred.com    |
| 2021                                         | Шеффилд          | Марк Селби        | Шон Мёрфи         | 18:15                | 2020/21 | Betfred.com    |
| 2022                                         | Шеффилд          | Ронни О’Салливан  | Джадд Трамп       | 18:13                | 2021/22 | Betfred.com    |
| 2023                                         | Шеффилд          | Люка Бресель      | Марк Селби        | 18:15                | 2022/23 | Cazoo          |
| 2024                                         | Шеффилд          | Кайрен Уилсон     | Джек Джонс        | 18:14                | 2023/24 | Cazoo          |
| 2025                                         | Шеффилд          | Чжао Синьтун      | Марк Уильямс      | 18:12                | 2024/25 | Halo           |

### По игрокам
| Игрок             | Победы                                                                                        | Поражения в финалах                    |
| ----------------- | --------------------------------------------------------------------------------------------- | -------------------------------------- |
| Джо Дэвис         | (15) 1927, 1928, 1929, 1930, 1931, 1932, 1933, 1934, 1935, 1936, 1937, 1938, 1939, 1940, 1946 |                                        |
| Фред Дэвис        | (8) 1948, 1949, 1951, 1952, 1953, 1954, 1955, 1956                                            | (6) 1940, 1947, 1950, 1964, 1965, 1966 |
| Джон Палмен       | (8) 1957, 1964 (дважды), 1965 (трижды), 1966, 1968                                            | (3) 1955, 1956, 1970                   |
| Стивен Хендри     | (7) 1990, 1992, 1993, 1994, 1995, 1996, 1999                                                  | (2) 1997, 2002                         |
| Ронни О’Салливан  | (7) 2001, 2004, 2008, 2012, 2013, 2020, 2022                                                  | 2014                                   |
| Стив Дэвис        | (6) 1981, 1983, 1984, 1987, 1988, 1989                                                        | (2) 1985, 1986                         |
| Рэй Риардон       | (6) 1970, 1973, 1974, 1975, 1976, 1978                                                        | 1982                                   |
| Джон Хиггинс      | (4) 1998, 2007, 2009, 2011                                                                    | (4) 2001, 2017, 2018, 2019             |
| Марк Селби        | (4) 2014, 2016, 2017, 2021                                                                    | (2) 2007, 2023                         |
| Джон Спенсер      | (3) 1969, 1971, 1977                                                                          | 1972                                   |
| Марк Уильямс      | (3) 2000, 2003, 2018                                                                          | (2) 1999, 2025                         |
| Уолтер Дональдсон | (2) 1947, 1950                                                                                | (6) 1948, 1949, 1951, 1952, 1953, 1954 |
| Алекс Хиггинс     | (2) 1972, 1982                                                                                | (2) 1976, 1980                         |
| Шон Мёрфи         | 2005                                                                                          | (3) 2009, 2015, 2021                   |
| Хорэс Линдрум     | 1952                                                                                          | (3) 1936, 1937, 1946                   |
| Джадд Трамп       | 2019                                                                                          | (2) 2011, 2022                         |
| Клифф Торбурн     | 1980                                                                                          | (2) 1977, 1983                         |
| Кен Доэрти        | 1997                                                                                          | (2) 1998, 2003                         |
| Питер Эбдон       | 2002                                                                                          | (2) 1996, 2006                         |
| Грэм Дотт         | 2006                                                                                          | (2) 2004, 2010                         |
| Деннис Тейлор     | 1985                                                                                          | 1979                                   |
| Джо Джонсон       | 1986                                                                                          | 1987                                   |
| Джон Пэррот       | 1991                                                                                          | 1989                                   |
| Терри Гриффитс    | 1979                                                                                          | 1988                                   |
| Кайрен Уилсон     | 2024                                                                                          | 2020                                   |
| Нил Робертсон     | 2010                                                                                          |                                        |
| Стюарт Бинэм      | 2015                                                                                          |                                        |
| Люка Бресель      | 2023                                                                                          |                                        |
| Чжао Синьтун      | 2025                                                                                          |                                        |
| Джимии Уайт       |                                                                                               | (6) 1984, 1990, 1991, 1992, 1993, 1994 |
| Том Деннис        |                                                                                               | (4) 1927, 1929, 1930, 1931             |
| Эдди Чарльтон     |                                                                                               | (3) 1968, 1973, 1975                   |
| Кларк Макконэки   |                                                                                               | (2) 1932, 1952                         |
| Вилли Смит        |                                                                                               | (2) 1933, 1935                         |
| Сидней Смит       |                                                                                               | (2) 1938, 1939                         |
| Рекс Уильямс      |                                                                                               | (2) 1964, 1965                         |
| Мэттью Стивенс    |                                                                                               | (2) 2000, 2005                         |
| Алистер Картер    |                                                                                               | (2) 2008, 2012                         |
| Фред Лоуренс      |                                                                                               | 1928                                   |
| Джейки Ри         |                                                                                               | 1957                                   |
| Фред ван Ренсбург |                                                                                               | 1965                                   |
| Гарри Оуэн        |                                                                                               | 1969                                   |
| Уоррен Симпсон    |                                                                                               | 1971                                   |
| Грэм Майлс        |                                                                                               | 1974                                   |
| Дуг Маунтджой     |                                                                                               | 1981                                   |
| Перри Манс        |                                                                                               | 1978                                   |
| Найджел Бонд      |                                                                                               | 1995                                   |
| Барри Хокинс      |                                                                                               | 2013                                   |
| Дин Цзюньхуэй     |                                                                                               | 2016                                   |
| Джек Джонс        |                                                                                               | 2024                                   |

- Жирным отмечены действующие игроки.

### По странам
| Страна            | Игроки | Все чемпионаты |
| ----------------- | ------ | -------------- |
| Англия            | 12     | 53             |
| Шотландия         | 4      | 14             |
| Уэльс             | 3      | 10             |
| Северная Ирландия | 2      | 3              |
| Австралия         | 2      | 2              |
| Канада            | 1      | 1              |
| Ирландия          | 1      | 1              |
| Бельгия           | 1      | 1              |

## Наиболее успешные снукеристы чемпионатов мира (с 1969 года)
- Игроки, чьи имена выделены серым цветом, более не выступают в мэйн-туре.

| Имя                          | Страна            | Победитель | Финалов | Полуфиналов | Количество сделанных 147 |
| ---------------------------- | ----------------- | ---------- | ------- | ----------- | ------------------------ |
| Стивен Хендри                | Шотландия         | 7          | 2       | 3           | 3 (1995, 2009, 2012)     |
| Ронни О'Салливан             | Англия            | 7          | 1       | 5           | 3 (1997, 2003, 2008)     |
| Стив Дэвис                   | Англия            | 6          | 2       | 3           | 0                        |
| Рэй Риардон                  | Уэльс             | 6          | 1       | 3           | 0                        |
| Джон Хиггинс                 | Шотландия         | 4          | 4       | 3           | 1 (2020)                 |
| Марк Селби                   | Англия            | 4          | 1       | 1           | 1(2023)                  |
| Марк Уильямс                 | Уэльс             | 3          | 1       | 3           | 1 (2005)                 |
| Джон Спенсер                 | Англия            | 3          | 1       | 2           | 0                        |
| Алекс Хиггинс                | Северная Ирландия | 2          | 2       | 3           | 0                        |
| Шон Мёрфи                    | Англия            | 1          | 3       | 1           | 0                        |
| Клифф Торбурн                | Канада            | 1          | 2       | 3           | 1 (1983)                 |
| Джадд Трамп                  | Англия            | 1          | 2       | 2           | 0                        |
| Питер Эбдон                  | Англия            | 1          | 2       | 1           | 0                        |
| Кен Доэрти                   | Ирландия          | 1          | 2       | 0           | 0                        |
| Грэм Дотт                    | Шотландия         | 1          | 2       | 0           | 0                        |
| Деннис Тейлор\|Деннис Тейлор | Северная Ирландия | 1          | 1       | 3           | 0                        |
| Кайрен Уилсон                | Англия            | 1          | 1       | 2           | 1 (2023)                 |
| Терри Гриффитс               | Уэльс             | 1          | 1       | 1           | 0                        |
| Джон Пэррот                  | Англия            | 1          | 1       | 1           | 0                        |
| Джо Джонсон                  | Англия            | 1          | 1       | 0           | 0                        |
| Нил Робертсон                | Австралия         | 1          | 0       | 2           | 1 (2022)                 |
| Стюарт Бинэм                 | Англия            | 1          | 0       | 0           | 0                        |
| Люка Бресель                 | Бельгия           | 1          | 0       | 0           | 0                        |
| Джимми Уайт                  | Англия            | 0          | 6       | 4           | 1 (1992)                 |
| Эдди Чарльтон                | Австралия         | 0          | 2       | 6           | 0                        |
| Мэттью Стивенс               | Уэльс             | 0          | 2       | 4           | 0                        |
| Алистер Картер               | Англия            | 0          | 2       | 1           | 1 (2008)                 |
| Барри Хокинс                 | Англия            | 0          | 1       | 4           | 0                        |
| Гарри Оуэн                   | Уэльс             | 0          | 1       | 1           | 0                        |
| Джон Палмен                  | Англия            | 0          | 1       | 1           | 0                        |
| Найджел Бонд                 | Англия            | 0          | 1       | 1           | 0                        |
| Перри Манс                   | ЮАР               | 0          | 1       | 1           | 0                        |
| Уоррен Симпсон               | Австралия         | 0          | 1       | 0           | 0                        |
| Грэм Майлс                   | Англия            | 0          | 1       | 0           | 0                        |
| Дуг Маунтджой                | Уэльс             | 0          | 1       | 0           | 0                        |

## Управление
Главной управленческой организацией как чемпионата мира, так и всего профессионального снукера в настоящее время является Всемирная ассоциация профессионального бильярда и снукера (сокр. WPBSA). Эта организация ответственна за подготовку и проведение чемпионата, кроме того, её представители ведут сотрудничество со спонсорами и заключают контракты на показ первенства по различным телеканалам. Штаб-квартира WPBSA находится в Бристоле, Англия.

### История
Первоначально развитием снукера (и бильярда в целом) занималась Ассоциация Бильярда и Контрольный Совет/Клуб (BA & CC). Именно эта организация утвердила правила снукера и продвигала развитие региональных турниров в начале 20 столетия. Под её управлением проходили и чемпионаты мира по снукеру с 1927 по 1952 года включительно, пока разногласия между игроками-профессионалами и представителями BA & CC не привели к разрыву сотрудничества на без малого 10 лет. Тем не менее, в 1964 году ассоциация бильярда и снукера по соглашению с Рексом Уильямсом возобновила чемпионат мира в формате челленджа. Окончательно же BA & CC перестала управлять чемпионатом мира и снукером вообще в начале 1970-х, когда она перестала существовать в прежнем виде и была заменена на WPBSA. С тех пор мировое первенство находится под контролем у Всемирной ассоциации бильярда и снукера.

## Телевидение и пресса
Наиболее развит снукер в Великобритании, там же находятся и основные источники информации о чемпионате мира. С 1960-х годов первенство стали показывать по телевидению (каналы BBC, ITV). Сейчас чемпионат мира освещают в полном объёме телеканалы BBC и Евроспорт, а также газеты Гардиан и BBC Sport. Турнир является главным снукерным событием сезона, и, соответственно, самым популярным соревнованием по этой игре на телевидении — к примеру, за финалом чемпионата мира 1985 года, который транслировался на канале BBC 2, следили более 18 миллионов телезрителей.
Самыми известными комментаторами, освещающими турнир, в разные времена были Тед Лоу, Клайв Эвертон (который в своё время совмещал карьеры комментатора и журналиста) и Джек Карнем; также комментировать матчи чемпионата часто приглашают известных в прошлом снукеристов. В русскоязычных массмедиа чемпионат мира, как и снукер в целом, набирает популярность. Первыми комментаторами снукера на русскоязычном канале Евроспорт были Николай Сараев и его помощник Александр Елисейкин, в настоящее время основными комментаторами являются Владимир Синицын, Артём Баранов, Артём Романов и Марк Королёв.

## Рекорды
- Самым титулованным игроком по бильярду за всю историю чемпионата мира до сих пор остаётся Джо Дэвис: с 1927 по 1946 год он выигрывал первенство 15 раз подряд. А самым успешным снукеристом современной эпохи формально являются Стивен Хендри и Ронни О'Салливан, побеждавшие в Крусибле 7 раз.
- Первенство 2022 года известно самым длинным фреймом за всю историю турнира. Он продолжался 1 час и 25 минут и был сыгран в 1/8 финала между Марком Селби и Янь Бинтао.
- Самым молодым участником чемпионатов мира стал в 2012 году Лука Бресель в возрасте 17 лет и 35 дней. Он же стал самым молодым игроком, сделавшим в рамках чемпионата мира сенчури-брейк (116 очков).
- Самым молодым победителем чемпионата стал Стивен Хендри, выигравший его в 1990 в возрасте 21 года. Вторым по этому показателю является Шон Мёрфи, третьим — Алекс Хиггинс. Оба они побеждали на чемпионате в 22 года, но с разницей в несколько месяцев[23][24]. А самым возрастным победителем первенства стал Ронни О`Салливан, выигравший турнир в 46 лет и 149 дней (чемпионат мира 2022 года). Но ещё более впечатляющим выглядит возраст финалиста турнира 1966 года Фреда Дэвиса — 53 года.
- В 2008 году Хендри перешагнул рубеж в 1000 сыгранных партий[уточнить] в матче против Дина Цзюньху.
- Стивен Хендри также является игроком в современной эре снукера, который дольше всех удерживал титул чемпиона мира. Он был действующим чемпионом с 1992 по 1996 годы.
- Самым неожиданным чемпионом является Терри Гриффитс (1979), который выиграл турнир, будучи игроком из квалификации; кроме того, чемпионат был всего вторым профессиональным турниром, в котором он играл. Джо Джонсон стал чемпионом в 1986, хотя ставки на него перед началом турнира принимались как 150-1; Шон Мёрфи в 2005 повторил достижение Гриффитса и выиграл титул, выйдя из квалификационных раундов.
- Джимми Уайт шесть раз достигал финалов мирового первенства (в 1984 и 1990—1994), однако, ни разу не выигрывал его. Последний финал он сыграл с Хендри и проиграл ему, 17:18.
- Так называемое Проклятие «Крусибла» заключается в том, что ни один чемпион, выигравший впервые на этой арене, не может защитить свой титул на следующий год. Джон Спенсер, Терри Гриффитс, Стив Дэвис, Деннис Тейлор, Грэм Дотт и Нил Робертсон проиграли в первом раунде, другие прошли дальше. Ближе всех подошли Джо Джонсон и Кен Доэрти, выигравшие чемпионат в 1986 году и 1997 году соответственно, и на следующий год добравшиеся до финала. Но и они уступили в итоге своим соперникам.
- Восьми снукеристам удалось в своей карьере хотя бы раз защитить свой титул: Джо Дэвису, Фреду Дэвису, Джону Палмену, Рэю Риардону, Стиву Дэвису, Стивену Хендри, Ронни О’Салливану, Марку Селби. При этом Стиву Дэвису удалось защитить свой титул трижды, Хендри — четырежды.
- Кен Доэрти — единственный, кому покорялись три разных версии чемпионата мира. В разное время он побеждал на юниорском, любительском и профессиональном чемпионатах[25].
- Ронни О’Салливан — единственный игрок, которому удалось выиграть все виды чемпионских кубков в современной эре снукера. Он обладатель кубка, украшенного следующими спонсорами: Embassy, 888.com, Betfred.com и Betfair.com. Джону Хиггинсу удалось выиграть три вида кубков, кроме последнего (Betfair)
- Чемпионаты мира 1931 и 1952 годов интересны тем, что в каждом из них принимало участие всего 2 игрока.
- Самый продолжительный нефинальный матч чемпионата мира был зафиксирован в 1983 году в 1/8 финала между Клиффом Торбурном и Терри Гриффитсом[26]. Он закончился в 03−51 утра, и победу одержал Торбурн со счётом 13:12. Он же, как уже упоминалось выше, сделал в этом матче 147.
- Самый быстрый матч до 10 выигранных фреймов на чемпионате мира был зафиксирован в 2020 году. Ронни О’Салливан тогда выиграл у Тепчайи Ун-Ну, 10:1 за 108 минут. Эти игроки являются самыми быстрыми в туре по среднему времени на удар.
- Самый быстрый матч до 13 выигранных фреймов на чемпионате мира был зафиксирован в 1997 году. Ронни О’Салливан тогда выиграл у Тони Драго, 13:4 за 167 минут. Эти игроки имеют прозвища «Ракета» и «Торнадо» соответственно, так как известны как самые скоростные за всю историю игры.
- Самая напряженная борьба за выход в финал развернулась на ЧМ-2020. Для определения победителей понадобились все 33 фрейма в партиях. В обоих матчах судьба заключительного фрейма решалась на последнем красном шаре.
- Из самых известных камбэков (матч, где один игрок, проигрывая другому очень много фреймов, выигрывает в конце концов матч) можно выделить несколько матчей:

ЧМ-1985, Деннис Тейлор — Стив Дэвис. Со счёта 0:8 Тейлор выиграл матч, 18:17, став чемпионом;
ЧМ-1992, Стивен Хендри — Джимми Уайт. Со счёта 8:14 Хендри выиграл матч, 18:14, став чемпионом;
ЧМ-1995, Найджел Бонд — Клифф Торбурн. Со счёта 2:9 Бонд выиграл матч, 10:9;
ЧМ-2003, Кен Доэрти — Пол Хантер. Со счёта 9:15 Доэрти выиграл матч, 17:16, и прошёл в финал;
ЧМ-2007, Шон Мёрфи — Мэттью Стивенс. Со счёта 5:11, а затем и 7:12 Мёрфи выиграл матч, 13:12;
ЧМ-2010, Нил Робертсон — Мартин Гоулд. Со счёта 5:11 Робертсон спас матч, выиграв его со счётом 13:12, а затем стал чемпионом мира;
ЧМ-2023, Люка Бресель - Сы Цзяхуэй. Со счёта 5:14 Бресель выиграл 11 фреймов подряд, выиграв в итоге 17:15.
- Стивен Хендри является снукеристом, заработавшим больше всех призовых денег на отдельном чемпионате мира (£ 190 000 за победу и £ 163 000 за наивысший брейк в 147 очков, 1995 год)[31].
- До 2023 года абсолютно все чемпионы мира были из Великобритании или её бывших колоний.

### Сенчури-брейки и максимумы
- Первый максимальный брейк на чемпионате был зарегистрирован в 1983 году. Автором этого достижения стал канадский игрок Клифф Торбурн, который впоследствии дошёл до финала. Брейк был сделан на стадии 1/8 финала.
- За всю историю на чемпионатах мира было сделано десять максимальных брейков. Из них в квалификационных раундах отметились Роберт Милкинс, (14 марта 2006), Джексон Пейдж - 2 максимума в одном матче(!) 3-го раунда квалификации ЧМ-2025.
- Ронни О’Салливан и Стивен Хендри делят рекорд по количеству максимальных серий на турнире. О’Салливан сделал свой первый 147 в 1997 году за 5 минут и 8 секунд (самый быстрый максимум в истории профессионального снукера). В 2003 он повторил эту серию в матче первого круга против Марко Фу, но в итоге проиграл тому, 6:10. В третий раз О’Салливан сделал максимум на чемпионате мира 2008 в 1/8 финала против Марка Уильямса, причём в последнем фрейме. Стивен Хендри сделал свой первый максимум на турнире в полуфинале 1995 года против Джимми Уайта; второй — в четвертьфинале ЧМ-2009 и третий — в 1/16 финала в 2012 году. Кроме этих двух игроков, максимальные брейки в финальной стадии чемпионата мира есть на счету у Джимми Уайта (1992), Марка Уильямса (2005), Клиффа Торбурна (1983), Алистера Картера (2008)[32], Марка Селби (2023, единственный на настоящий момент максимум, сыгранный в финальном матче ЧМ).
- Больше всего сенчури-брейков на одном чемпионате мира (в основной стадии) сделали Стивен Хендри и Марк Уильлямс (2002 и 2022, по 16 сотенных серий).
- Единственным снукеристом, которому удалось сделать сенчури-брейк в своём дебютном матче на чемпионатах мира, является ирландец Фергал О’Брайен. Он сделал это в 1994 году.
- Ронни О’Салливан в 2013 году стал рекордсменом по суммарному количеству сотенных серий, сделанных на всех чемпионатах мира одним игроком. Его текущий рекорд — 207 серий (март 2025).
- C начала 1990-х годов были введены крупные бонусы за максимальные брейки. Первым игроком, кто получил крупный бонус стал Джимми Уайт в 1992 году (100 тысяч за максимум и 14 тысяч за наивысший брейк). Самый большой приз за максимум получил Ронни О’Салливан в 2003 году — 169 тысяч фунтов (в среднем за секунду серии О’Салливан зарабатывал по 433 фунта)[33]
- С 2013 года вместо крупных сумм за наивысший и максимальный брейки введена награда «Золотой кий» в дополнение к общей формуле стоимости максимальных брейков по накатанной (за каждый максимум сезона стоимость следующего возрастает на 5000 фунтов). В 2013 году «Золотой кий» и 30 тысяч фунтов выиграл Нил Робертсон с серией в 143 очка.

### Статистика и примечательные события финальных матчей
- Самый разгромный счёт на чемпионатах мира был зафиксирован в 1989 году, когда Стив Дэвис победил Джона Пэррота, 18:3. Другие крупные победы были на ЧМ-1993 (18:5, Стивен Хендри — Джимми Уайт), ЧМ-1983 (18:6, Стив Дэвис — Клифф Торбурн) и ЧМ-1965 (39:12, Джон Палмен — Фред ван Ренсбург).
- Стив Дэвис является рекордсменом по количеству проигранных фреймов на чемпионате на пути к титулу. В 1989 году он уступил соперникам лишь 23 фрейма во всех матчах, второе место за Хендри — 25 проигранных фреймов в 1993 году.
- Лишь трижды (2002, 1994, 1985) финал чемпионата мира завершался в решающем фрейме при максимальном количестве сыгранных, причём в 1985 году сам этот фрейм завершился на чёрном шаре.[уточнить]
- Самыми длительными финалами до 18 выигранных фреймов являются финалы ЧМ-1985, ЧМ-2006 и ЧМ-2007. Все три матча завершились за полночь.
- Самый крупный счёт был зафиксирован на ЧМ-1952, когда Хорэс Линдрум победил Кларка Макконэки 94:49.
- Победы в заведомо последнем фрейме (то есть при максимальном ничейном счёте перед решающим фреймом) на чемпионатах мира фиксировались 6 раз.[уточнить] Впервые финал, где были сыграны все возможные фреймы, состоялся в 1940 году. В последний раз это произошло в 2002 году. Тот финальный фрейм был очень напряжённым и запомнился многочисленными ошибками обоих соперников[34].
- В последний раз финал, где оба игрока представляли одну страну, но не Англию, состоялся в 2000 году между валлийцами Марком Уильямсом и Мэттью Стивенсом.
- Самым запоминающимся и напряжённым признан финал 1985 года между Стивом Дэвисом и Деннисом Тейлором. Тот матч начался под диктовку Дэвиса, и он повёл 8:0. Затем Тейлор сделал счёт 11:11, а при счёте 17:17 сделал несколько выдающихся ударов, благодаря чему и выиграл первенство. Счёт в последнем фрейме был 66:62 в пользу Тейлора[35].